# Nouvelle-Zemble
La Nouvelle-Zemble (en russe : Но́вая Земля́, Novaïa Zemlia, signifiant « Nouvelle Terre ») est un archipel russe des mers de Kara (pour les deux plus grandes îles) et de Barents (pour l'île Mejdoucharski et l'île Pankrat'yeva)  situé au-delà du 70e parallèle nord dans le prolongement de l'Oural. Il est composé de deux îles principales — l'île du Nord (Severny) et l'île du Sud (Ioujny) — séparées par un détroit, auxquelles s'ajoutent d’autres îles plus petites. L'archipel a une superficie de 90 650 km2 — supérieure à celle du Benelux — et un relief montagneux, culminant à 1 547 mètres.
L'archipel a été le lieu des essais nucléaires soviétiques puis russes des années 1950 aux années 1990.

## Géographie
L'archipel de Nouvelle-Zemble est composé principalement de l'île du Nord (Severny) et de l'île du Sud (Ioujny), séparées par le détroit de Matotchkine, très étroit : la distance entre les rives opposées varie de 1,2 kilomètre dans la partie centrale du détroit à 3,5 kilomètres près du débouché oriental. L'archipel est séparé de l'île côtière Vaïgatch par le détroit de Kara, large de cinquante et un kilomètres. Les deux îles principales sont en mer de Kara, une troisième, l'île Mejdoucharski, se trouve en mer de Barents au sud-sud-ouest de l'archipel. La superficie totale des terres émergées est d’environ 90 650 km2, l'équivalent du territoire métropolitain portugais.
La Nouvelle-Zemble étant un prolongement de l'Oural, les îles sont très montagneuses et culminent à 1 547 m d'altitude. Severny est recouverte de nombreux glaciers, notamment la calotte glaciaire de l'île Severny, qui couvre 20% de l'île (20 000 km²) et qui serait le plus vaste glacier d'Europe. L'île Ioujny offre quant à elle un paysage de toundra. Les côtes de Nouvelle Zemble sont très découpées, c’est l'endroit de Russie qui compte le plus grand nombre de fjords.
L'archipel possède de nombreuses réserves de cuivre, de plomb et de zinc. D'un point de vue administratif, il constitue une subdivision de l'oblast d’Arkhangelsk dont le centre administratif est Belouchia Gouba (« la baie du Béluga »), situé dans le Sud-Ouest de l'île sud, comprenant un peu moins de 3 000 habitants.

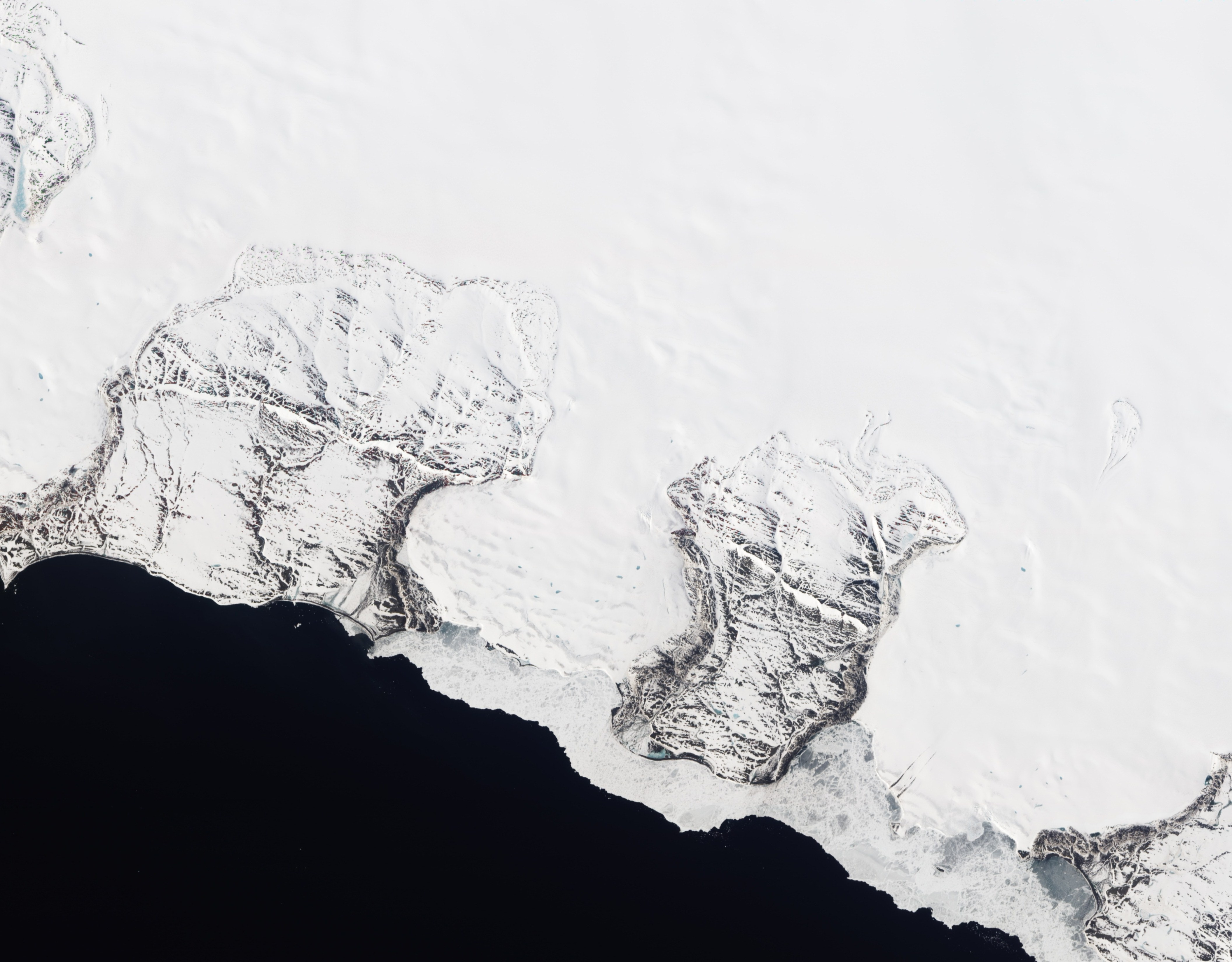
Image satellite en couleurs naturelles du glacier Nordenskjöld (côte orientale de l'île Severny).
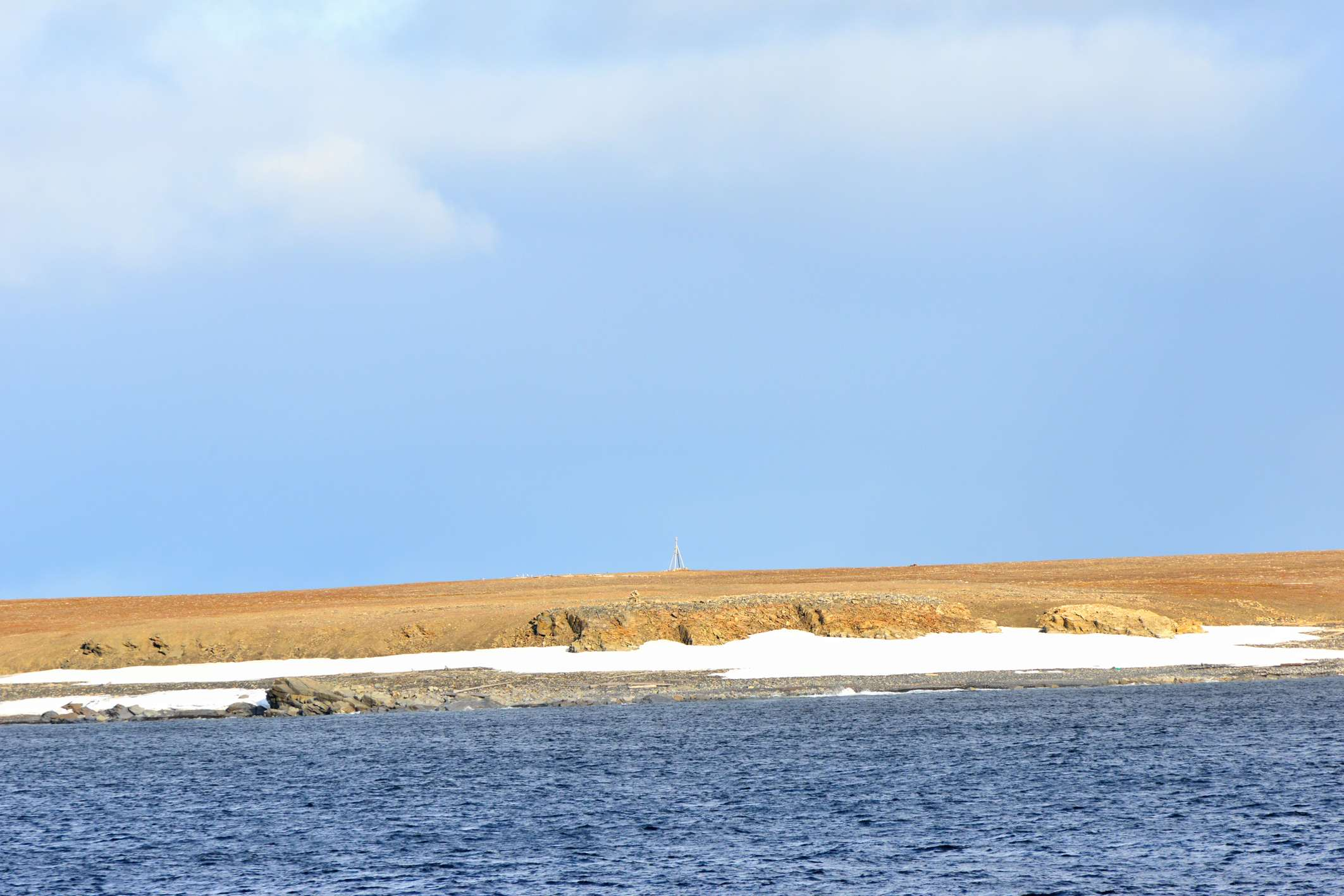
Baie de Barents (76° 27′ N, 68° 42′ E).
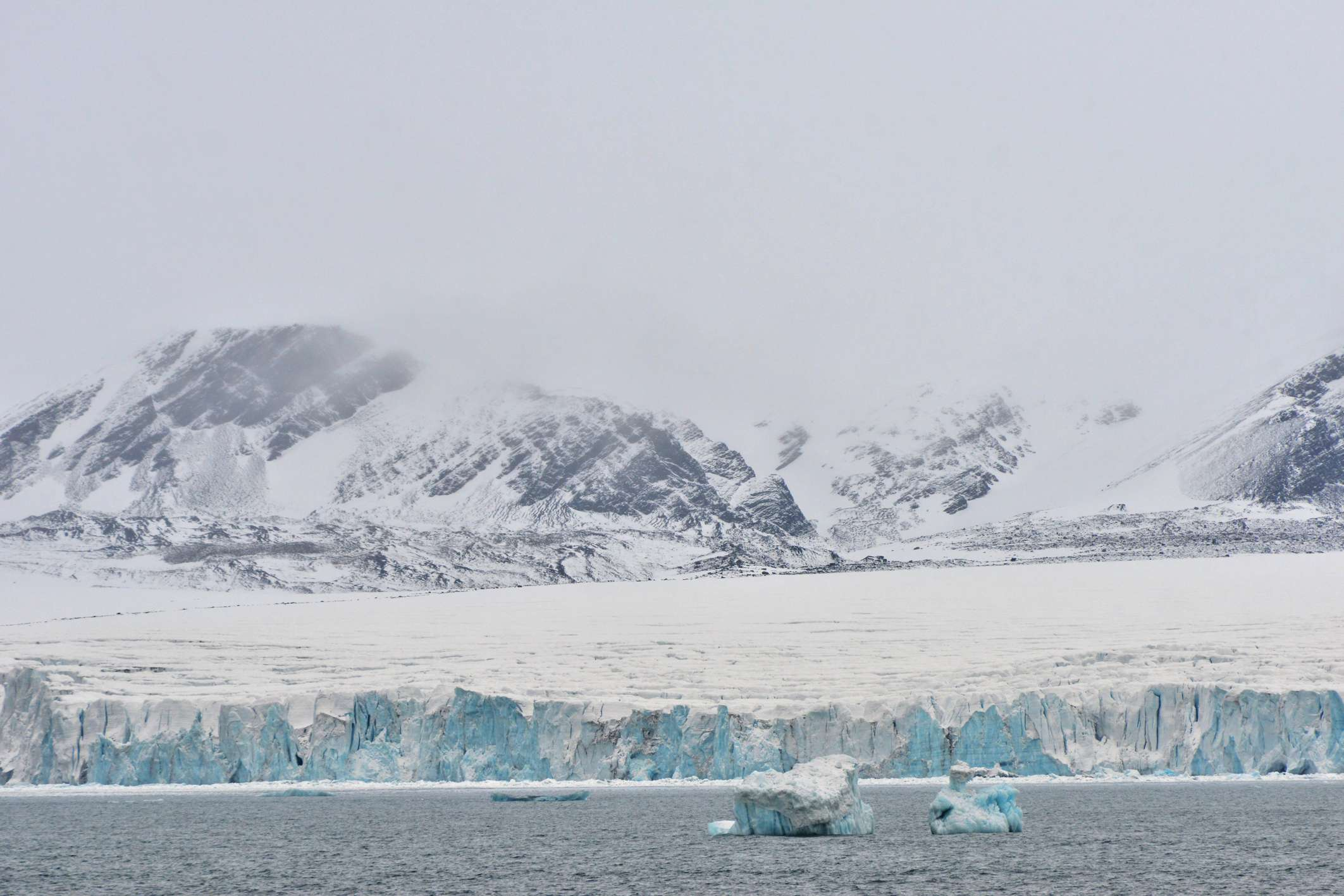
Pointe du glacier d'Inostrantsev (76° 28′ N, 66° 05′ E).
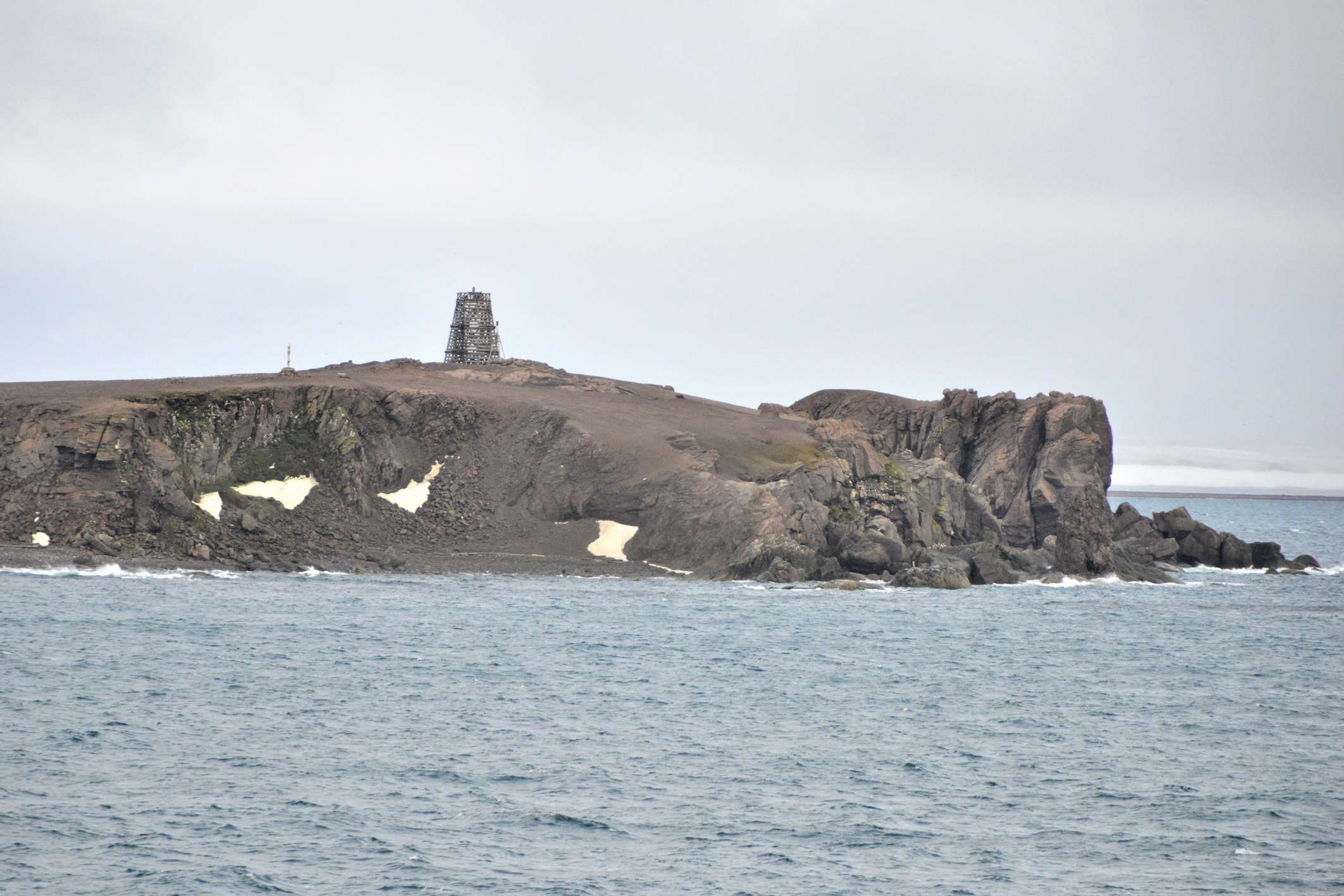
Le cap Jelania, extrême nord de l'île Severny (76° 57′ N, 68° 35′ E).

## Climat
Malié Karmakouly, où des relevés météo sont faits depuis longtemps, a un climat de type ET (polaire de toundra) avec comme record de chaleur 29 °C le 24 juillet 1977 et comme record de froid −39 °C le 9 février, le 12 février et le 1er mars 1979. La température moyenne annuelle est de −5,1 °C.
| Mois                                        | jan.     | fév.       | mars     | avril      | mai        | juin      | jui.      | août      | sep.      | oct.       | nov.       | déc.       | année     |
| ------------------------------------------- | -------- | ---------- | -------- | ---------- | ---------- | --------- | --------- | --------- | --------- | ---------- | ---------- | ---------- | --------- |
| Température minimale moyenne (°C)           | −15,7    | −16,1      | −14,2    | −10,8      | −4,9       | 1,4       | 5,6       | 5,2       | 2,8       | −3,1       | −8,4       | −12,1      | −5,9      |
| Température moyenne (°C)                    | −12,8    | −13,2      | −11,4    | −8,1       | −2,9       | 3,1       | 7,7       | 7         | 4,4       | −1,2       | −6,1       | −9,4       | −3,6      |
| Température maximale moyenne (°C)           | −9,9     | −10,3      | −8,6     | −5,2       | −0,7       | 5,3       | 10,4      | 9,1       | 6         | 0,5        | −3,9       | −6,8       | −1,2      |
| Record de froid (°C) date du record         | −36 1967 | −37,4 1946 | −40 1975 | −29,9 1984 | −25,9 1986 | −9,6 1981 | −2,8 1966 | −1,7 1986 | −9,9 1971 | −21,1 1966 | −29,1 1968 | −36,2 1978 | −40 1975  |
| Record de chaleur (°C) date du record       | 2,6 1981 | 1,7 1984   | 2,4 2016 | 7,8 1990   | 17,6 1995  | 22,2 2011 | 28,3 1989 | 23,8 1964 | 16,5 1984 | 9,7 1944   | 4,5 1944   | 2,5 1954   | 28,3 1989 |
| Ensoleillement (h)                          | 0        | 25         | 107      | 215        | 189        | 173       | 229       | 143       | 73        | 40         | 3          | 0          | 1 197     |
| Précipitations (mm)                         | 23       | 22         | 20       | 18         | 15         | 22        | 36        | 32        | 36        | 33         | 23         | 25         | 305       |
| Record de pluie en 24 h (mm) date du record | 29 1967  | 18 1990    | 17 1982  | 35 1984    | 18 1967    | 23 1957   | 43 2001   | 27 1963   | 29 1958   | 27 1953    | 26 1961    | 23 1955    | 43 2001   |
| Nombre de jours avec précipitations         | 1        | 1          | 1        | 1          | 3          | 10        | 15        | 17        | 19        | 9          | 3          | 2          | 82        |
| Humidité relative (%)                       | 78       | 77         | 77       | 76         | 78         | 81        | 83        | 83        | 85        | 82         | 79         | 78         | 80        |
| Nombre de jours avec neige                  | 18       | 18         | 19       | 17         | 17         | 10        | 1         | 1         | 6         | 17         | 19         | 20         | 163       |
| Nombre de jours d'orage                     | 0,03     | 0          | 0        | 0          | 0          | 0,03      | 0,3       | 0,2       | 0         | 0          | 0,03       | 0          | 1         |
| Nombre de jours avec brouillard             | 1        | 0          | 1        | 2          | 3          | 5         | 6         | 4         | 3         | 2          | 1          | 1          | 29        |

| Diagramme climatique                                  |              |             |             |            |          |           |          |        |           |            |             |
| J                                                     | F            | M           | A           | M          | J        | J         | A        | S      | O         | N          | D           |
| −9,9−15,723                                           | −10,3−16,122 | −8,6−14,220 | −5,2−10,818 | −0,7−4,915 | 5,31,422 | 10,45,636 | 9,15,232 | 62,836 | 0,5−3,133 | −3,9−8,423 | −6,8−12,125 |
| Moyennes : • Temp. maxi et mini °C • Précipitation mm |              |             |             |            |          |           |          |        |           |            |             |

| Mois                              | jan.  | fév.  | mars  | avril | mai   | juin | jui. | août | sep. | oct.  | nov.  | déc.  | année |
| --------------------------------- | ----- | ----- | ----- | ----- | ----- | ---- | ---- | ---- | ---- | ----- | ----- | ----- | ----- |
| Température minimale moyenne (°C) | −18,4 | −18   | −15   | −13,5 | −6,3  | 0,3  | 5,2  | 4,7  | 1,9  | −4,7  | −10,4 | −14,3 | −7,4  |
| Température moyenne (°C)          | −15,6 | −15,3 | −12,3 | −10,6 | −4,1  | 2,2  | 7,5  | 6,7  | 3,5  | −2,9  | −8,2  | −12   | −5,1  |
| Température maximale moyenne (°C) | −12,7 | −12,5 | −9,6  | −7,6  | −1,9  | 4,1  | 9,7  | 8,7  | 5,1  | −1,1  | −6,1  | −9,5  | −2,8  |
| Record de froid (°C)              | −36,1 | −39   | −39   | −30   | −25,8 | −10  | −3,9 | −2   | −10  | −21,1 | −28,9 | −36   | −39   |
| Record de chaleur (°C)            | 2,3   | 5     | 2,3   | 10,3  | 17,6  | 21,8 | 29   | 23,9 | 17,3 | 10    | 3,4   | 2,8   | 29    |
| Précipitations (mm)               | 41,2  | 30    | 28,5  | 22,3  | 21    | 24,7 | 36,1 | 35,4 | 45,8 | 38,3  | 27,8  | 36,5  | 386,7 |

| Diagramme climatique                                  |            |             |               |            |            |            |            |            |              |               |               |
| J                                                     | F          | M           | A             | M          | J          | J          | A          | S          | O            | N             | D             |
| −12,7−18,441,2                                        | −12,5−1830 | −9,6−1528,5 | −7,6−13,522,3 | −1,9−6,321 | 4,10,324,7 | 9,75,236,1 | 8,74,735,4 | 5,11,945,8 | −1,1−4,738,3 | −6,1−10,427,8 | −9,5−14,336,5 |
| Moyennes : • Temp. maxi et mini °C • Précipitation mm |            |             |               |            |            |            |            |            |              |               |               |

## Faune
La nouvelle Zemble du Sud est peuplée d’oies, lemmings, renards polaires et cygnes. Les ours blancs y sont nombreux. Le réchauffement climatique, réduisant la glace de mer, force les ours à se déplacer vers l’intérieur des terres pour trouver de la nourriture. En 2019, un groupe d'une cinquantaine d'ours en migration vers le nord de l'île se sont établis aux portes de Belouchia Gouba, perturbant la sécurité des habitants. Selon le Ministère de la défense russe, plus de 400 anciens bâtiments militaires désaffectés ont été démolis dans la région car des ours s'y étaient installés.
Les morses occupent certains caps et plages ; phoques et colonies d’oiseaux sont en nombre. Les eaux environnantes attirent les baleines à bosse et rorquals, ainsi que des bélugas et narvals, ces derniers étant l’emblème du Parc National de l’Arctique russe qui est composé de ces terres ainsi que la Terre François Joseph, plus au nord.

## Histoire

### Jusqu'à la fin du Moyen Âge
Les Nénètses forment la population d’origine de l’archipel de Nouvelle-Zemble. Les îles sont connues depuis les XIe ou XIIe siècles par les Russes, lorsque des marchands de Novgorod visitèrent la région. La recherche du passage du Nord-Est par les Européens conduisit à son exploration au XVIe siècle par le Britannique Hugh Willoughby en 1553, par Arthur Pet et Charles Jackman en 1580, puis en 1596 par le Néerlandais Willem Barentsz, qui contourna la pointe nord de Serverny, passa l’hiver sur la côte est et cartographia la côte ouest de l'archipel.

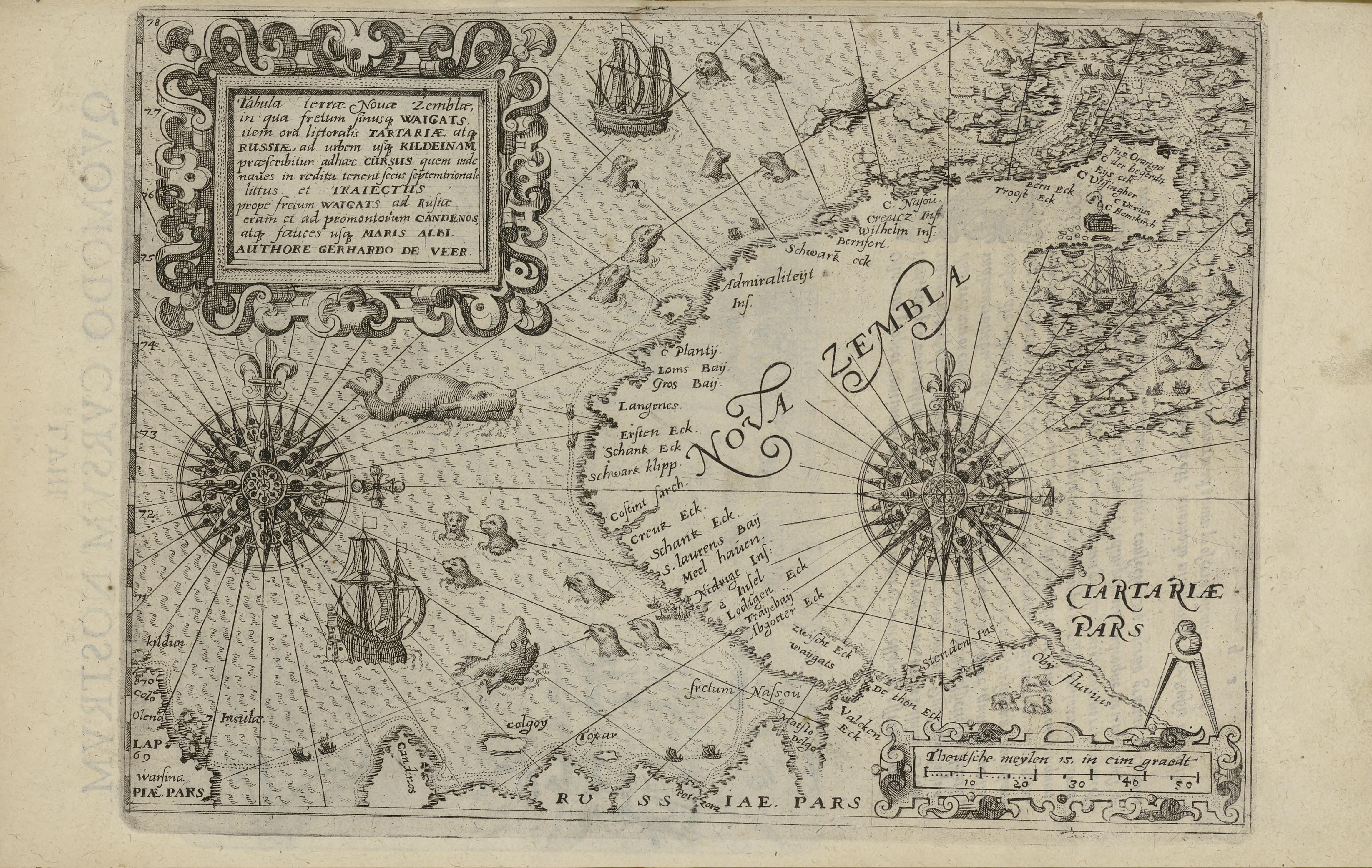
Carte marine de Nouvelle-Zemble (1599–1601).
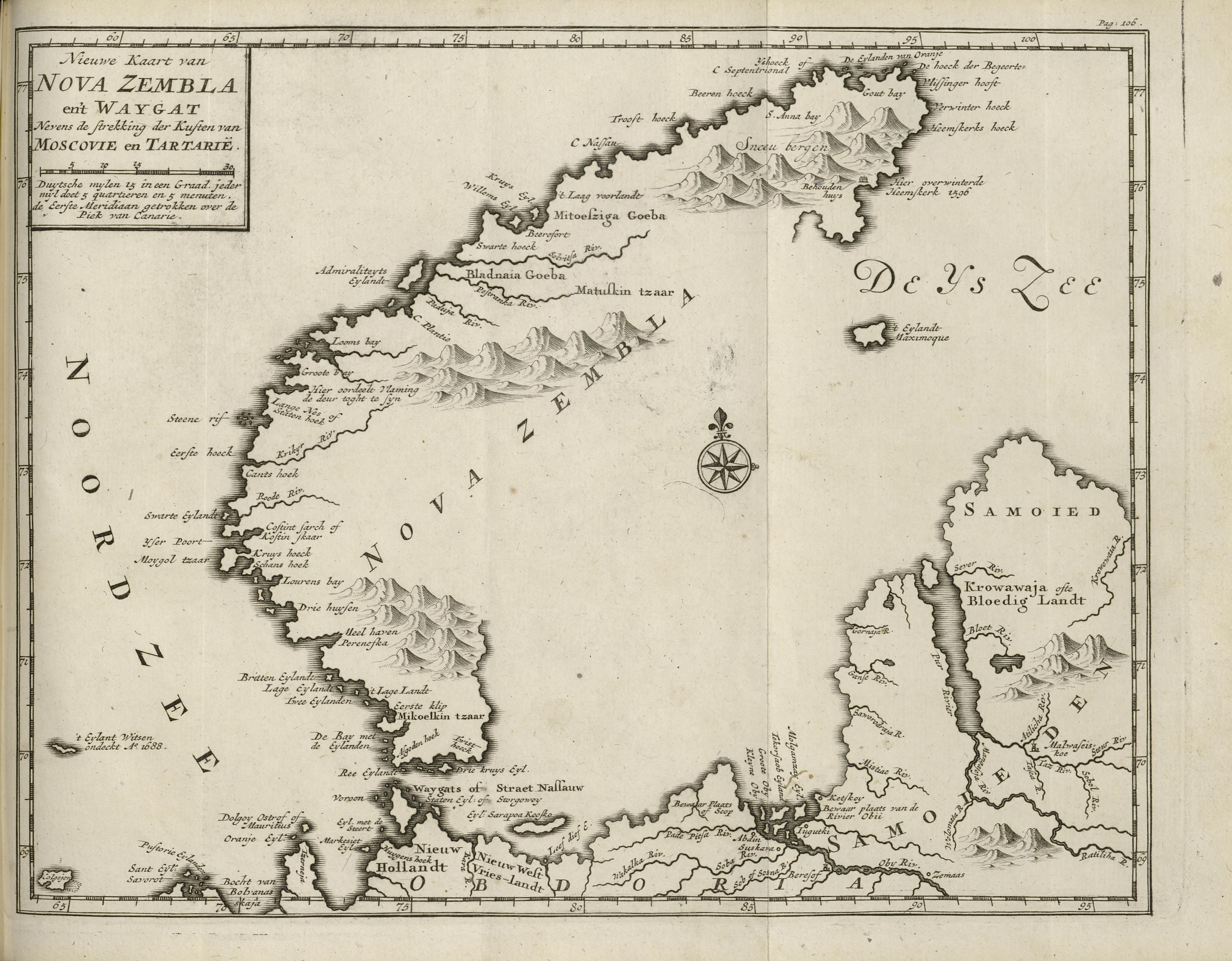
Carte marine de Nouvelle-Zemble (1720).

Willem de Vlamingh, en 1664, explore les côtes nord et nord-est de la Nouvelle-Zemble et atteint 82° 10' de latitude mais ne débarque pas.

### XIXesiècle
De 1832 à 1835 Piotr Pakhtoussov, en compagnie de Avgust Tsivolko, mène la première étude cartographique approfondie de la Nouvelle-Zemble,,,. Avgust Tsivolko poursuit ses travaux mais y meurt du scorbut en mars 1839. Stepan Andreïevitch Moïsseïev reprend alors la direction de l'expédition.
En 1877, une station de sauvetage permanente est créée. Six familles Samoyèdes s'installent sur la côte ouest.
La Nouvelle-Zemble est ensuite explorée par le prince Boris Galitzine (1896) puis par Alexandre Borissov

### Après la Seconde Guerre mondiale

#### Immersion de déchets nucléaires

Zones d’immersion de déchets nucléaires :
1 : deux réacteurs sans combustible nucléaire consommé ;
2 : deux réacteurs sans combustible nucléaire consommé et 60 % de combustible nucléaire du brise-glace Lénine en conteneurs ;
3 : six réacteurs nucléaires à uranium, dix sans combustible nucléaire, 11000 conteneurs de déchets radioactifs ;
4 : sous-marin K-27 avec deux réacteurs ;
5 : trois réacteurs avec et trois sans combustible nucléaire.

Les rivages de Nouvelle-Zemble dans l'océan Arctique sont l'une des zones où les déchets nucléaires de l'ère soviétique ont été envoyés par le fond.

#### Essais nucléaires
La Nouvelle-Zemble fut vidée de sa population en 1955 pour accueillir les expérimentations nucléaires soviétiques. Trois sites d'essais furent construits :
- le « site A », dans la baie Tchernaïa ou Chernaya (70,7° N — 54,6° E), qui fut utilisé essentiellement de 1955 à 1962 ;
- le « site B », près du détroit de Matotchkine (73,4° N — 54,9° E), qui accueillit des essais souterrains entre 1964 et 1990 ;
- le « site C », sur la péninsule Soukhoï Nos (en) (73,7° N — 54,0° E), qui servit de 1957 à 1962 et fut le théâtre le 30 octobre 1961 de l’explosion aérienne (à 3 500 m d'altitude) d’une bombe de 57 mégatonnes, Tsar Bomba, déclenchant la plus forte explosion nucléaire jamais réalisée (3 800 fois plus puissante que celle d'Hiroshima)[16].

D'autres essais furent conduits à d’autres endroits de l’archipel, la moitié de sa surface étant officiellement cataloguée comme « zone d'essais ». À partir de 1989, le processus de glasnost conduisit à rendre les activités nucléaires plus transparentes. Peu d'essais furent entrepris pendant les années 1990. En 2004, seules quelques recherches sont encore conduites au détroit de Matotchkine.
« Les 91 essais atmosphériques de Nouvelle-Zemble représentent une puissance totale de 239,6 mégatonnes, soit 97 % de la puissance des essais atmosphériques soviétiques et près de 55 % de la puissance dégagée par la totalité des essais atmosphériques mondiaux (440 Mt) », note un rapport du Parlement français.

## Démographie

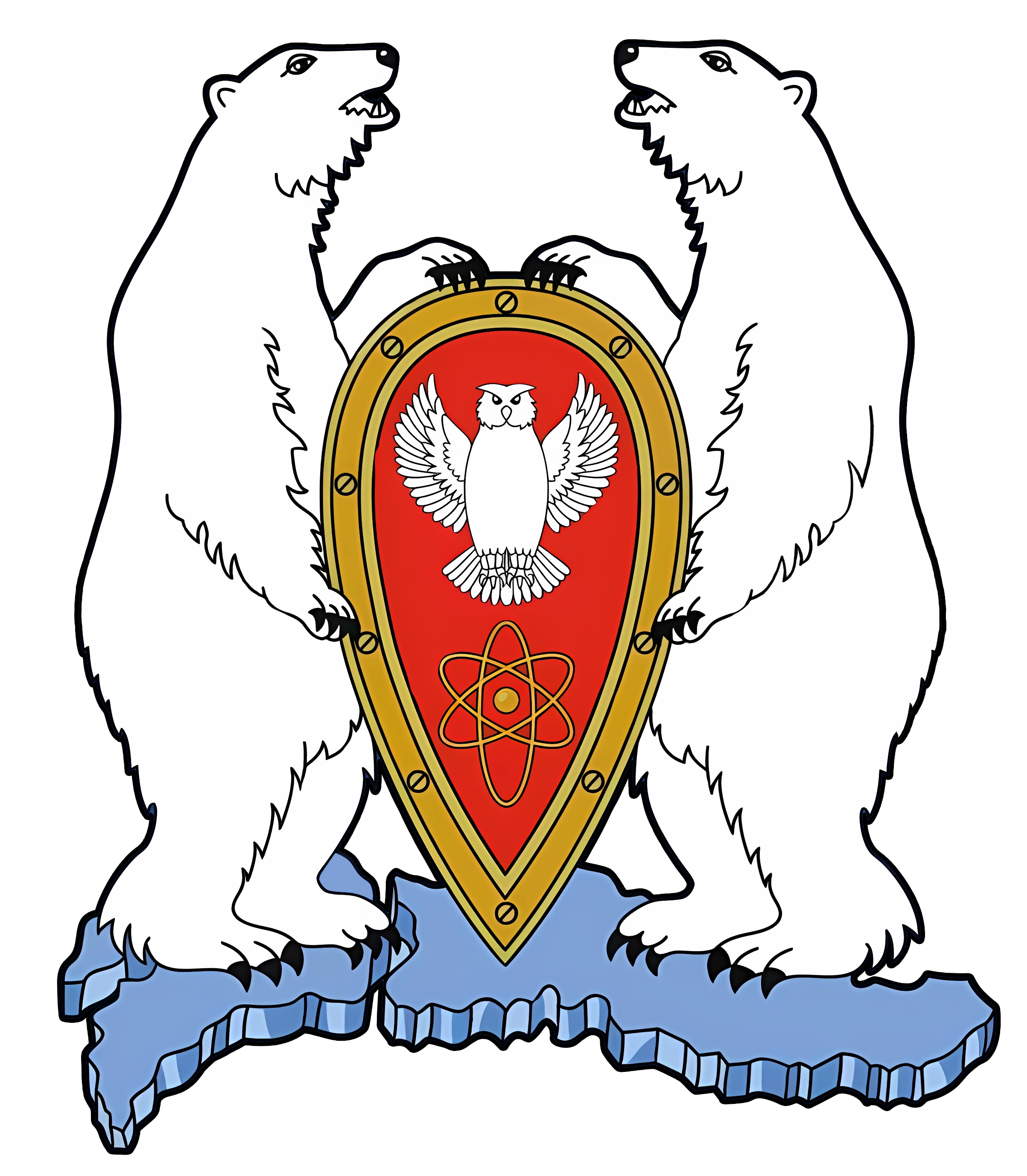
Blason de la Nouvelle-Zemble.

Avant le milieu des années 1950, dix villages de chasseurs et des maisons situées dans une cinquantaine de sites étaient présents dans l'archipel, avec une population d'environ 400 personnes.
Les opérations militaires ont augmenté la population de l'archipel ; en 2011, la population de Nouvelle-Zemble était estimée à 2 429, dont 1 972 vivent dans la capitale, Belouchia Gouba (« la baie du Béluga »), situé au sud-ouest de l'île sud.
La population indigène (nénètse) avoisine encore 100 personnes, subsistant essentiellement de pêche et de chasse.

## Patrimoine naturel

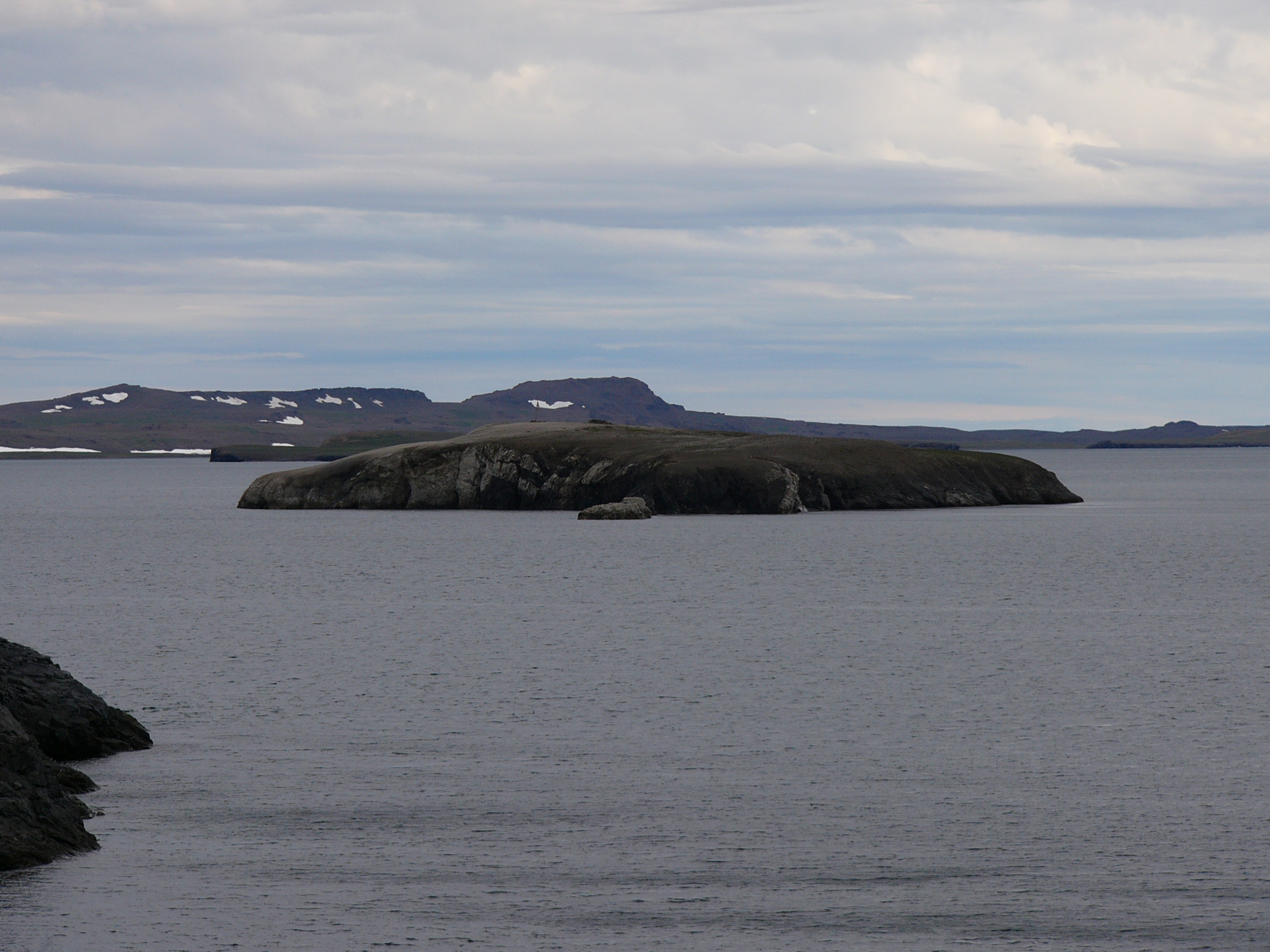
Panorama sur la Nouvelle-Zemble.

Malgré un climat rigoureux, l'archipel abritait une riche faune, abondamment chassée « jusqu'au milieu des années cinquante », notamment d'oiseaux, et en particulier d'oies. L'archipel abrite encore une sous-espèce de rennes (plus petite, dont la chasse a été interdite en 1934, sans que cela permette de sauver cette population ; il ne subsistait probablement plus que quelques dizaines d'individus en 1950 dans quelques zones des rivages Est de l'archipel).
Une véritable industrie de la chasse s'est établie autour des peaux de renards arctiques, des baleines ou encore des rennes sauvages,,. Dans les années 1928-1933, 604 rennes domestiqués ont été introduits pour l'élevage (dans la zone de Goussinaïa Zemlia) ; l'élevage fut un échec, mais ces animaux introduits se sont dispersés sur l'île Ioujni (à moins que les rennes aujourd'hui présents ne soient venus d'eux-mêmes en se déplaçant en hiver sur la mer gelée, ce qui est une autre hypothèse, qui semble pouvoir être validée par le fait qu'ils abritent un parasite - mouche dont la larve se développe sous la peau - qui vient des zones situées plus au sud). Ils se sont rapidement multipliés (on en comptait environ 10 000 en 1979).
En 1947, une réserve naturelle d'État y avait été créée (réserve des Sept-Îles) puis les activités économiques traditionnelles (chasse, pêche) sur les îles ont été officiellement stoppées et la réserve naturelle a été abandonnée, alors que le « site d'essai du Nord » était fondé. Dans les années 1950, les populations d'ours blancs et de morses ont atteint leur point le plus bas, comme dans d'autres régions du nord de la Russie. Quelques couples et petits groupes de morses ont été localement revus dans les années 1990, dont une trentaine d'individus près de l'ancien village de Laguernoïe en 1992.
Une population nicheuse de cygne de Bewick semble s'être reconstituée, considérée comme stable en 1992. Les emblématiques narvals sont également périodiquement observés dans la région, mais sans données quantitatives disponibles en 1992 et les baleines boréales (jusqu'à 20 m de long et 150 tonnes, et autrefois si nombreuses que des centaines de navires baleiniers les pourchassaient, cause d'un effondrement démographique au XIXe et XXe siècles : en 1905, 600 de ces baleines ont été tuées en mer de Barents contre seulement 5 en 1912 avant qu'elles ne soient au début des années 1920 considérées comme éteintes dans cette partie du monde. Dans les années 1990, des données contradictoires font mention d'un petit groupe de baleines survivantes aperçu très au nord (dans l'archipel François-Joseph puis en Nouvelle-Zemble, laissant espérer une restauration de l'espèce (sous réserve de confirmation de la validité de ces données). Dès les années 1950, l'académie des sciences a souhaité intégrer l'archipel dans un réseau national d'aires naturelles protégées, idée qui a continué à être portée dans les années 1970,,.